# Liste der Kulturdenkmale in Luxemburg
In der Liste der Kulturdenkmale von Luxemburg sind alle Kulturdenkmale des luxemburgischen Staates aufgeführt. Zuständig ist als Landesdenkmalschutzbehörde das Nationale Institut für das gebaute Erbe (französisch Institut national pour le patrimoine architectural, kurz INPA).
Die Liste basiert auf einem ersten Gesetz vom 12. August 1927 über die Erhaltung und den Schutz nationaler Landschaften und Denkmäler. Dieses Gesetz wurde durch ein Gesetz vom 18. Juli 1983 ersetzt, welches am 3. März 2017 aktualisiert wurde.
Die Denkmalobjekte sind in zwei Klassifizierungen unterteilt:
1. Gebäude und Objekte, die die als nationales Kulturerbe eingetragen sind (Immeubles et objets bénéficiant des effets de classement comme patrimoine culturel national)
2. Im Ergänzungsinventar eingetragene Gebäude und Gegenstände (Immeubles et objets inscrits à l’inventaire supplémentaire)

## Aufteilung
Wegen der großen Anzahl von Kulturdenkmalen ist diese Liste in Teillisten nach den offiziellen Städten und Gemeinden aufgeteilt. Grundlage der Einzellisten sind die in den jeweiligen Listen angegebenen Quellen.  
| Gemeinde/Stadt                                       | Karte |
| ---------------------------------------------------- | ----- |
| Liste der Kulturdenkmale in Bad Mondorf              |       |
| Liste der Kulturdenkmale in Bartringen               |       |
| Liste der Kulturdenkmale in Bauschleiden             |       |
| Liste der Kulturdenkmale in Bech (Luxemburg)         |       |
| Liste der Kulturdenkmale in Beckerich                |       |
| Liste der Kulturdenkmale in Befort                   |       |
| Liste der Kulturdenkmale in Berdorf                  |       |
| Liste der Kulturdenkmale in Bettemburg               |       |
| Liste der Kulturdenkmale in Bettendorf (Luxemburg)   |       |
| Liste der Kulturdenkmale in Betzdorf (Luxemburg)     |       |
| Liste der Kulturdenkmale in Bissen                   |       |
| Liste der Kulturdenkmale in Biwer                    |       |
| Liste der Kulturdenkmale in Bous-Waldbredimus        |       |
| Liste der Kulturdenkmale in Burscheid (Luxemburg)    |       |
| Liste der Kulturdenkmale in Clerf                    |       |
| Liste der Kulturdenkmale in Colmar-Berg              |       |
| Liste der Kulturdenkmale in Consdorf                 |       |
| Liste der Kulturdenkmale in Contern                  |       |
| Liste der Kulturdenkmale in Dalheim (Luxemburg)      |       |
| Liste der Kulturdenkmale in Diekirch                 |       |
| Liste der Kulturdenkmale in Differdingen             |       |
| Liste der Kulturdenkmale in Dippach (Luxemburg)      |       |
| Liste der Kulturdenkmale in Düdelingen               |       |
| Liste der Kulturdenkmale in Echternach               |       |
| Liste der Kulturdenkmale in Ell (Luxemburg)          |       |
| Liste der Kulturdenkmale in der Ernztalgemeinde      |       |
| Liste der Kulturdenkmale in Erpeldingen an der Sauer |       |
| Liste der Kulturdenkmale in Esch an der Alzette      |       |
| Liste der Kulturdenkmale in Esch-Sauer               |       |
| Liste der Kulturdenkmale in Ettelbrück               |       |
| Liste der Kulturdenkmale in Fels (Luxemburg)         |       |
| Liste der Kulturdenkmale in Feulen                   |       |
| Liste der Kulturdenkmale in Fischbach (Luxemburg)    |       |
| Liste der Kulturdenkmale in Flaxweiler               |       |
| Liste der Kulturdenkmale in Frisingen                |       |
| Liste der Kulturdenkmale in Garnich                  |       |
| Liste der Kulturdenkmale in Goesdorf                 |       |
| Liste der Kulturdenkmale in Grevenmacher             |       |
| Liste der Kulturdenkmale in Grosbous-Wahl            |       |
| Liste der Kulturdenkmale in Habscht                  |       |
| Liste der Kulturdenkmale in Heffingen                |       |
| Liste der Kulturdenkmale in Helperknapp              |       |
| Liste der Kulturdenkmale in Hesperingen              |       |
| Liste der Kulturdenkmale in Junglinster              |       |
| Liste der Kulturdenkmale in Käerjeng                 |       |
| Liste der Kulturdenkmale in Kayl                     |       |
| Liste der Kulturdenkmale in Kehlen (Luxemburg)       |       |
| Liste der Kulturdenkmale in Kiischpelt               |       |
| Liste der Kulturdenkmale in Koerich                  |       |
| Liste der Kulturdenkmale in Kopstal                  |       |
| Liste der Kulturdenkmale in Lenningen (Luxemburg)    |       |
| Liste der Kulturdenkmale in Leudelingen              |       |
| Liste der Kulturdenkmale in Lintgen                  |       |
| Liste der Kulturdenkmale in Lorentzweiler            |       |
| Liste der Kulturdenkmale in Luxemburg (Stadt)        |       |
| Liste der Kulturdenkmale in Mamer                    |       |
| Liste der Kulturdenkmale in Manternach               |       |
| Liste der Kulturdenkmale in Mersch                   |       |
| Liste der Kulturdenkmale in Mertert                  |       |
| Liste der Kulturdenkmale in Mertzig                  |       |
| Liste der Kulturdenkmale in Monnerich                |       |
| Liste der Kulturdenkmale in Niederanven              |       |
| Liste der Kulturdenkmale in Nommern                  |       |
| Liste der Kulturdenkmale in Parc Hosingen            |       |
| Liste der Kulturdenkmale in Petingen                 |       |
| Liste der Kulturdenkmale in Préizerdaul              |       |
| Liste der Kulturdenkmale in Pütscheid                |       |
| Liste der Kulturdenkmale in Rambruch                 |       |
| Liste der Kulturdenkmale in Reckingen/Mess           |       |
| Liste der Kulturdenkmale in Redingen/Attert          |       |
| Liste der Kulturdenkmale in Reisdorf (Luxemburg)     |       |
| Liste der Kulturdenkmale in Remich                   |       |
| Liste der Kulturdenkmale in Roeser                   |       |
| Liste der Kulturdenkmale in Rosport-Mompach          |       |
| Liste der Kulturdenkmale in Rümelingen               |       |
| Liste der Kulturdenkmale in Saeul                    |       |
| Liste der Kulturdenkmale in Sandweiler               |       |
| Liste der Kulturdenkmale in Sassenheim               |       |
| Liste der Kulturdenkmale in Schengen                 |       |
| Liste der Kulturdenkmale in Schieren (Luxemburg)     |       |
| Liste der Kulturdenkmale in Schifflingen             |       |
| Liste der Kulturdenkmale in Schüttringen             |       |
| Liste der Kulturdenkmale in Stadtbredimus            |       |
| Liste der Kulturdenkmale in der Stauseegemeinde      |       |
| Liste der Kulturdenkmale in Steinfort                |       |
| Liste der Kulturdenkmale in Steinsel                 |       |
| Strassen (keine Objekte vorhanden)                   |       |
| Liste der Kulturdenkmale in Tandel                   |       |
| Liste der Kulturdenkmale in Ulflingen                |       |
| Liste der Kulturdenkmale in Useldingen               |       |
| Liste der Kulturdenkmale in Vianden                  |       |
| Liste der Kulturdenkmale in Vichten                  |       |
| Liste der Kulturdenkmale in Waldbillig               |       |
| Liste der Kulturdenkmale in Walferdingen             |       |
| Liste der Kulturdenkmale in Weiler zum Turm          |       |
| Liste der Kulturdenkmale in Weiswampach              |       |
| Liste der Kulturdenkmale in Wiltz                    |       |
| Liste der Kulturdenkmale in Winseler                 |       |
| Liste der Kulturdenkmale in Wintger                  |       |
| Liste der Kulturdenkmale in Wormeldingen             |       |